# Sphenolobopsis kitagawae
Sphenolobopsis kitagawae là một loài rêu trong họ Anastrophyllaceae. Loài này được R.M. Schust. mô tả khoa học đầu tiên năm 1980.